# Lista okrętów United States Navy, P
W tej sekcji listy okrętów United States Navy wymienione są nazwy wszystkich okrętów United States Navy, których nazwa zaczyna się od P.
Aby zobaczyć wyłącznie listę okrętów obecnie pozostających w służbie — patrz Lista obecnie służących okrętów United States Navy
W przypadku okrętów, których nazwa została użyta jednokrotnie, link USS "Nazwa_okrętu" kieruje do artykułu o konkretnym okręcie. Jeżeli nazwy użyto kilkakrotnie, link USS "Nazwa_okrętu" kieruje do strony ujednoznaczniającej z krótkimi opisami poszczególnych okrętów, natomiast linki następujące po nazwie kierują do tych okrętów bezpośrednio.

## P – Pa
- USS "P. H. Burnett" ()
- USS "P. K. Bauman" ()
- USS "Paddle" ()
- USS "Paducah" (PG-18)
- USS "Page County" (LST-1076)
- USS "Paiute" (ATF-159)
- USS "Pakana" (AT-108/ATF–108)
- USS "Palace" ()
- USS "Palatka" ()
- USS "Palau" (CVE-122)
- USS "Palawan" ()
- USS "Palisade" ()
- USS "Palisana" ()
- USS "Pallas" ()
- USS "Palm" ()
- USS "Palm Beach" ()
- USS "Palmer" (DD-161)
- USS "Palmetto" ()
- USS "Palmyra" (ARST-3)
- USS "Palo Blanco" ()
- USS "Paloma" ()
- USS "Palomas" ()
- USS "Palos" (1865, PG–16)
- USS "Paloverde" ()
- USS "Pamanset" ()
- USS "Pamina" (,)
- USS "Pampanga" (PG-39)
- USS "Pampanito" (SS-383)
- USS "Pampero" ()
- USS "Panama" ()
- USS "Panaman" ()
- USS "Panameta" ()
- USS "Panamint" (AGC-13)
- USS "Panay" (1899, PR-5, AG-41)
- USS "Panda" ()
- USS "Pandernus" ()
- USS "Pandora" ()
- USS "Pansy" (,)
- USS "Panther" (1889/AD-6, IX-105, ex USS "SC-1470")
- USS "Panuco" ()
- USS "Paoli" ()
- USS "Papago" (ATF-160)
- USS "Papaya" ()
- USS "Para" ()
- USS "Paragon" ()
- USS "Paragould" (PC-465)
- USS "Paragua" ()
- USS "Paramount" ()
- USS "Parche" (SS-384, SSN-683)
- USS "Pargo" (SS-264, SSN-650)
- USS "Paricutin" (AE-18)
- USS "Park County" (LST-1077)
- USS "Parker" (DD-48, DD-604)
- USS "Parkersburg" ()
- USS "Parks" (DE-165)
- USS "Parle" (DE-708)
- USS "Parrakeet" (,)
- USS "Parret" ()
- USS "Parris Island" ()
- USS "Parrot" (MSC-197)
- USS "Parrott" ()
- USS "Parsons" (DDG-33)
- USS "Parthenia" ()
- USS "Partridge" (,)
- USS "Pasadena" (CL-65, SSN-752)
- USS "Pascagoula" (, PCE-874)
- USS "Pasco" (PF-6)
- USS "Pasig" (,)
- USS "Pasquotank" ()
- USS "Passaconaway" (1863, AN-86)
- USS "Passaic" (, 1862)
- USS "Passumpsic" (AO-107)
- USS "Pastores" ()
- USS "Pat Caharty" ()
- USS "Patapsco" (1799, 1806, 1812, 1863, AT-10, AOG-1)
- USS "Patchogue" (PC-586)
- USS "Pathfinder" (AGS-60)
- USS "Patoka" (AO-9)
- USS "Patricia" ()
- USS "Patrick Henry" (SSBN-599)
- USS "Patriot" (PYc-47, MCM-7)
- USS "Patroclus" ()
- USS "Patrol" ()
- USS "Patrol #1" ()
- USS "Patrol #2" ()
- USS "Patrol #4" ()
- USS "Patrol #5" ()
- USS "Patrol #6" ()
- USS "Patrol #7" ()
- USS "Patrol #8" ()
- USS "Patrol #10" ()
- USS "Patrol #11" ()
- USS "Patroon" ()
- USS "Patterson" (DD-36, DD-392, FF-1061)
- USS "Pattina" ()
- USS "Patuxent" (AT-11, AO-44, AO-201)
- USS "Paul" (FF-1080)
- USS "Paul Buck" (AOT-1122)
- USS "Paul F. Foster" (DD-964)
- USS "Paul G. Baker" ()
- USS "Paul Hamilton" (DD-307, DD-590, DDG-60)
- USS "Paul Jones" (1862, DD-10, DD-230)
- USS "Paul Jones, Jr." (1863)
- USS "Paul Revere" (LPA-248)
- USS "Paulding" ()
- USS "Pauline" ()
- USS "Pavlic" (APD-70)
- USS "Pavo" ()
- USS "Paw Paw" ()
- USS "Pawcatuck" (AO-108)
- USS "Pawnee" (1859, YT-21, SP-699, AT-74/ATF-74)
- USS "Pawtucket" (YT-7, YTB-359)
- USS "Pawtuxet" (1864)
- USS "Payette County" (LST-1079)
- USS "Paysandu" (1898)

## PC – Pe
- USS "PC-815" (1943)
- USS "PC-1217" (1943)
- USS "PC-1264" (1943)
- USS "Peacock" (1813, AM–46, MSC-198)
- USS "Pearl" ()
- USS "Pearl Harbor" (LSD-52)
- USS "Pearl River" ()
- USS "Peary" ()
- USS "Pecatonica" (AOG-57)
- USS "Peconic" (AOG-68)
- USS "Pecos" (AO-65, AO-197)
- USS "Pee Dee River" (LSM(R) – 517)
- USS "Peerless" (No. 1639, AMc–93)
- USS "Pegasus" (PHM-1)
- USS "Peggy" ()
- USS "Peiffer" ()
- USS "Peleliu" (LHA-5)
- USS "Pelias" (AS-14)
- USS "Pelican" (MSCO-32, MHC-53)
- USS "Pembina" (1861, AK–200)
- USS "Pemiscot" ()
- USS "Penacook" (1898, YT–279)
- USS "Pender County" (LST-1080)
- USS "Penetrate" ()
- USS "Penguin" (1861, AM–33, ASR–12)
- USS "Pennewill" ()
- USS "Pennsylvania" (1837, ACR-4, BB-38, SSBN-735)
- USS "Pennsylvania R. R. No. 9" ()
- USS "Penobscot" (, ATA-188)
- USS "Pensacola" (1859, AG-13, CA-24, LSD-38)
- USS "Pentheus" ()
- USS "Pentucket" ()
- USS "Peony" ()
- USS "Peoria" (1863, 1898, PF–67, LST-1183)
- USS "Peosta" (1857)
- USS "Pepperwood" ()
- USS "Pequawket" ()
- USS "Pequeni" ()
- USS "Pequot" (1864, 1910, WARC-58)
- USS "Perch" (SS-176, SS-313)
- USS "Percival" (DD-298, DD-452)
- USS "Percy Drayton" ()
- USS "Perdido" ()
- USS "Peregrine" ()
- USS "Perfecto" ()
- USS "Peri" ()
- USS "Peridot" ()
- USS "Peril" ()
- USS "Periwinkle" ()
- USS "Perkins" (DD-26, DD-377, DD-877)
- USS "Permit" (SS-178, SSN-594)
- USS "Perry" (1843, DD-11, DMS-17, DD-844)
- USS "Perseus" (, AF-64)
- USS "Perseverance" ()
- USS "Persistent" (PYc-48, AGOS-6, MSO-491)
- USS "Pert" (1812, PG–95)
- USS "Peshewah" ()
- USS "Pessacus" ()
- USS "Petaluma" (AOG-79)
- USS "Pete" ()
- USS "Peter C. Struven" ()
- USS "Peter Demill" ()
- USS "Peter H. Crowell" ()
- USS "Peterhoff" ()
- USS "Petersburg" (AOT-9101)
- USS "Peterson" (DE-152, DD-969)
- USS "Peto" (SS-265)
- USS "Petoskey" (PC-569)
- USS "Petrel" (1846, 1862, PG-2, ASR-14)
- USS "Petrelita" ()
- USS "Petrita" ()
- USS Petrof Bay (CVE-80)
- USS "Petrolite" ()
- USS "Pettit" (DE-253)

## PFC – Pi
- USS "PFC Dewayne T. Williams" (AK-3009)
- USS "PFC Eugene A. Obregon" (AK-3006)
- USS "PFC James Anderson, Jr." (AK-3002)
- USS "PFC William B. Baugh" (AK-3001)
- USS "Phalarope" ()
- USS "Phantom" ()
- USS "Phaon" ()
- USS "Pharris" (FF-1094)
- USS "Pheasant" (AM-61)
- USS "Phelps" (DD-360)
- USS "Phertakite" ()
- USS "Philadelphia" (1776, 1799, 1861, C-4, CL-41, SSN-690)
- USS "Philip" (DD-76, DD-498)
- USS "Philippi" ()
- USS "Philippine Sea" (CV-47, CG-58)
- USS "Philippines" (SP-1677, CB-4)
- USS "Phillips" ()
- USS "Phineas Sprague" ()
- USS "Phlox" ()
- USS "Phobos" (AK-129)
- USS "Phoebe" (AMc-57, MSC-199)
- USS "Phoebus" ()
- USS "Phoenix" (1778, 1841, 1861, CL-46, AG-172, SSN-702)
- USS "Piave" ()
- USS "Pickaway" (LPA-222)
- USS "Pickens" ()
- USS "Pickerel" (, SS-524(inne języki))
- USS "Pickering" (1798)
- USS "Picket" (ACM–8, YAGR–7)
- USS "Picking" (DD-685)
- USS "Pictor" (AF-54)
- USS "Picuda" (SS-382)
- USS "Piedmont" (AD-17)
- USS "Pierce" ()
- USS "Pierre" (PC-1141)
- USS "Pigeon" (AM–47, AM–374, ASR-21)
- USS "Pigot" ()
- USS "Pike" (SS-6, SS-173)
- USS "Pikeville" (PC-776)
- USS "Pilford" ()
- USS "Pilgrim" (1864-I, 1864-II, YFB–30, SP–1204)
- USS "Pililaau" (AKR-304)
- USS "Pillsbury" (,)
- USS "Pilot" (, MSF-104)
- USS "Pilotfish" (SS-386)
- USS "Pima County" (LST-1081)
- USS "Pinafore" ()
- USS "Pinckney" (DDG-91)
- USS "Pine" (WAGL-162)
- USS "Pine Island" (AV-12)
- USS "Pink" ()
- USS "Pinkney" (APH-2)
- USS "Pinna" ()
- USS "Pinnacle" (, MSO-462)
- USS "Pinnebog" (AOG-58)
- USS "Pinola" (1861, AT-33, ATA-206)
- USS "Pinon" ()
- USS "Pinta" ()
- USS "Pintado" (SS-387, SSN-672)
- USS "Pintail" ()
- USS "Pinto" (ATF-90)
- USS "Piomingo" ()
- USS "Pioneer" (AM-105, MCM-9)
- USS "Pioneer Valley" (AO-140)
- USS "Pipefish" (SS-388)
- USS "Piper" ()
- USS "Pipit" ()
- USS "Piqua" (,)
- USS "Piranha" ()
- USS "Pirate" (,)
- USS "Piscataqua" (1866, 1869, AT-49, AOG-70, AOG-80)
- USS "Pit River" ()
- USS "Pitamakan" ()
- USS "Pitcairn" ()
- USS "Pitchlynn" ()
- USS "Pitkin County" (LST-1082)
- USS "Pitt" (APA-223)
- USS "Pittsburgh" (CA-4, CA-72, SSN-720)
- USS "Pivot" (, MSO-463)

## Pl – Po
- USS "Placerville" (PC-1087)
- USS "Plaice" (SS-390)
- USS "Plainview" (AGEH-1)
- USS "Planter" (,)
- USS "Platono" ()
- USS "Platte" (AO-186)
- USS "Plattsburg" (SP-1645)
- USS "Pledge" (, MSO-492)
- USS "Pleiades" (,)
- USS "Plover" (,)
- USS "Pluck" (, MSO-464)
- USS "Plumas County" (LST-1083)
- USS "Plunger" (SS-2, SS-179, SSN-595)
- USS "Plunkett" (DD-431)
- USS "Plymouth" (1844, 1867, SP-3308, PG-57)
- USS "Plymouth Rock" (LSD-29)
- USS "Pocahontas" (1852, AT-18, SP-3044, YT-266)
- USS "Pocasset" ()
- USS "Pocatello" (PF-9)
- USS "Pochard" ()
- USS "Pocomoke" (SP–571, SP–265, AV–9)
- USS "Pocono" (LCC-16)
- USS "Pocotagligo" ()
- USS "Pogatacut" ()
- USS "Pogy" (SS-266, SSN-647)
- USS "Poinsett" (,)
- USS "Point Barrow" ()
- USS "Point Bonita" ()
- USS "Point Cruz" (CVE-119)
- USS "Point Defiance" (LSD-31)
- USS "Point Lobos" ()
- USS "Point Loma" (AGDS-2)
- USS "Pokagon" (,)
- USS "Pokanoket" ()
- USS "Polana" ()
- USS "Polar Bear" ()
- USS "Polar Land" ()
- USS "Polar Sea" ()
- USS "Polar Star" ()
- USS "Polaris" (,)
- USS "Politesse" ()
- USS "Polk" ()
- USS "Polk County" (LST-1084)
- USS "Pollack" (SS-180, SSN-603)
- USS "Pollux" (, AKR-290)
- USS "Polly" ()
- USS "Pollyanna" ()
- USS "Pomander" ()
- USS "Pomeroy" (AKR-316)
- USS "Pomfret" (SS-391)
- USS "Pomodon" (SS-486)
- USS "Pompano" (SS-181, SS-491)
- USS "Pompanoosuc" ()
- USS "Pompey" ()
- USS "Pompon" ()
- USS "Ponaganset" (AO-86)
- USS "Ponce" (LPD-15)
- USS "Ponchatoula" (AOG-38, AO-148)
- USS "Pondera" ()
- USS "Ponkabia" ()
- USS "Pontiac" (, SP-2343,)
- USS "Pontoosuc" ()
- USS "Pontotoc" ()
- USS "Pontus" ()
- USS "Poole" (DE-151)
- USS "Pope" (DD-225, DE-134)
- USS "Poplar" ()
- USS "Poppy" ()
- USS "Poquim" ()
- USS "Porcupine" (,)
- USS "Porpoise" (1820, 1836, SS-7, YFB-2047, SS-172)
- USS "Port Blakeley" ()
- USS "Port Clinton" (PC-1242)
- USS "Port Discovery" ()
- USS "Port Fire" ()
- USS "Port Royal" (1862, CG-73)
- USS "Port Whangarei" ()
- USS "Portage" (PCE-902)
- USS "Portage Bay" ()
- USS "Portent" ()
- USS "Porter" (TB-6, DD-59, DD-356, DD-800, DDG-78)
- USS "Porterfield" (DD-682)
- USS "Portland" (CA-33, LSD-37)
- USS "Portobago" ()
- USS "Portsmouth" (1798, 1843, CL-102, SSN-707)
- USS "Portunus" (,)
- USS "Poseidon" ()
- USS "Positive" ()
- USS "Postmaster General" ()
- USS "Potawatomi" ()
- USS "Potomac" (1822, 1861, AT-50, AG-25, T-AOT-181)
- USS "Potomska" ()
- USS "Potter County" (LST-1086)
- USS "Poughkeepsie" (PF-26)
- USS "Powder River" (LSM(R) – 519)
- USS "Power" (, DD-839)
- USS "Powhatan" (1850, 1861, 1898, SP-3013, YT-128)

## Pr – Py
- USS "Prairie" (1890, AD-15)
- USS "Prairie Bird" ()
- USS "Prairie Mariner" ()
- USS "Prairie State" (IX-15)
- USS "Pratt" ()
- USS "Preble" (1813, 1839, DD-12, DD-345, DDG-46, DDG-88)
- USS "Precept" ()
- USS "Precise" ()
- USS "Prefect" ()
- USS "Prentiss" ()
- USS "Prescott" ()
- USS "Preserver" (ARS-8)
- USS "President" (1800, 1812)
- USS "President Adams" ()
- USS "President Grant" ()
- USS "President Hayes" ()
- USS "President Jackson" ()
- USS "President Lincoln" (1907)
- USS "President Monroe" ()
- USS "President Polk" ()
- USS "President Warfield" ()
- USS "Presidio" ()
- USS "Presley" ()
- USS "Presque Isle" ()
- USS "Prestige" (,)
- USS "Preston" (1864, 1865, DD-19, DD-327, DD-379, DD-795)
- USS "Pretext" ()
- USS "Pretoria" ()
- USS "Prevail" (AGOS-8)
- USS "Preventer" ()
- USS "Price" (DE-332)
- USS "Prichett" (DD-561)
- USS "Pride" (DE-323)
- USS "Prime" (, MSO-466)
- USS "Primrose" ()
- USS "Prince" ()
- USS "Prince Georges" ()
- USS "Prince William" (CVE-19, CVE-31)
- USS "Princess Matoika" ()
- USS "Princess Royal" (1863)
- USS "Princeton" (1843, 1852, 1898, CVL-23, CV-37, CG-59)
- USS "Principle" ()
- USS "Pringle" (DD-477)
- USS "Prinz Eitel Friedrich" ()
- USS "Prinz Eugen" (IX-300)
- USS "Prinz Friedrich Wilhelm" ()
- USS "Prinzess Irene" ()
- USS "Priscilla" ()
- USS "Private Elden H. Johnson" ()
- USS "Private Francis X. McGraw" ()
- USS "Private Frank J. Petrarca" (AK-250)
- USS "Private Franklin J. Phillips" (AK-3004)
- USS "Private Joe E. Mann" ()
- USS "Private Joe P. Martinez" ()
- USS "Private John F. Thorson" ()
- USS "Private John R. Towle" (AK-240)
- USS "Private Jose F. Valdez" (AG-169)
- USS "Private Joseph F. Merrell" (AK-275)
- USS "Private Leonard C. Brostrom" (AK-255)
- USS "Private Sadao S. Munernori" ()
- USS "Private William H. Thomas" ()
- USS "Privateer" ()
- USS "Procyon" (AG-11, AK-19, AF-61)
- USS "Progress" ()
- USS "Progressive" ()
- USS "Project" ()
- USS "Prometheus" (1814, AR-3)
- USS "Propus" ()
- USS "Proserpine" ()
- USS "Protector" (1863, ARS-14, YAGR-11)
- USS "Proteus" (1863, AC-9, AS-19)
- USS "Proton" ()
- USS "Providence" (1775, 1776 frigate, 1776 gundalow, CL-82, CG-6, SSN-719)
- USS "Provincetown" ()
- USS "Provo" (AG-173)
- USS "Provo Victory" ()
- USS "Prowess" ()
- USS "Prudent" (PG-96)
- USS "Pruitt" (DD-347/AG-101)
- USS "Psyche V" ()
- PT-Boats
- PT-109
- USS "Ptarmigan" ()
- USS "Pudiano" ()
- USS "Pueblo" (CA-7, PF-13, AGER-2)
- USS "Puerto Rico" (CB-5)
- USS "Puffer" (SS-268, SSN-652)
- USS "Puffin" ()
- USS "Puget Sound" (CVE-113, AD-38)
- USS "Pulaski" (1854)
- USS "Pulaski County" (LST-1088)
- USS "Pumper" ()
- USS "Purdy" (DD-734)
- USS "Puritan" (1864, BM-1, 1918, IX-69, MMA-16)
- USS "Pursuit" (1861, AM–108)
- USS "Purveyor" ()
- USS "Pushmataha" ()
- USS "Putnam" (DD-287, DD-757)
- USS "Pybus" ()
- USS "Pyro" (AE-1, AE-24)
- USS "Pyrope" ()